# Nimme
Nimme o Numme fou un regne al sud del riu Arsànies, a l'oest del llac Van que existia al segle ix aC. Sayce el situa a la proximitat de Muix. G. Maspero a, el situa als antics districtes (kaza) otomans de Varto i Boulanik, al sandjak de Muix. La seva capital era Gubbe (Libe segons Sayce),que seria la moderna Gop. Segons la inscripció reial tocava a Alzi i a Dayaeni.
Assurnasirpal II (884-859 aC) va travessar el riu Tigris i va avançar cap al nord cap al país de Nimme (o Numme) que estava situat a l'oest del llac Van (on després hi va haver Muix o Muş) on hi havia diverses ciutats fortificades que va conquerir (les ciutats eren Libi, Surra, Abuku, Arura i Arabi) causant grans pèrdues a l'enemic; els defensors que van sobreviure van fugir cap a les muntanyes però al cap de tres dies foren atrapats al lloc on s'havien ajuntat i 200 foren massacrats; retornant llavors a la plana els assiris van destruir les muralles de les ciutats i les va incendiar; el país va acceptar pagar tribut a Assíria; la capital de Nimme era Gube que podria ser identificada amb la moderna Gop. Després el rei va anar a Kirruri passant per Adaus; Kirruri estava entre Nimme i Qurkhi. Fou un dels 23 reis del Nairi i posteriorment no torna a ser esmentat.